# Ruta 405 (Costa Rica)
La Ruta 405, oficialmente Ruta Nacional Terciaria 405, es una ruta nacional de Costa Rica ubicada en la provincia de Cartago.

## Descripción
En la provincia de Cartago, la ruta atraviesa el cantón de Cartago (los distritos de Agua Caliente, Dulce Nombre), el cantón de Paraíso (el distrito de Orosi).